# 판교 나들목
판교 나들목(Pangyo IC)은 경기도 성남시 분당구 삼평동과 판교동, 그리고 백현동에 걸쳐 설치된 경부고속도로의 47번 교차로(나들목)이다. 1971년 11월 15일에 착공해 1972년 5월 25일에 개통되었다.

## 역사
- 1971년 11월 15일 : 나들목 공사 착공[2]
- 1972년 5월 25일 : 나들목 개통[2]
- 1987년 10월 5일 : 서울 요금소가 서울특별시 강남구 원지동에서 성남시 분당구 궁내동으로 이전되면서 판교영업소 폐지 및 경부고속도로 통행요금 기산점을 판교 나들목으로 변경하고 경부고속도로 시점 ~ 판교 나들목 구간을 무료화.[3]
- 1996년 1월 12일 : 1996년 12월까지 나들목 요금소 확장 공사로 인해 경기도 성남시 분당구 판교동 80m 구간 도로구역 변경[4]
- 2017년 5월 4일 : 2017년 12월까지 나들목 진출로 건설 공사로 인해 경기도 성남시 분당구 삼평동 438m 구간 도로구역 변경[5]
- 2017년 12월 27일 : 서울방향 판교테크노밸리 방면 진출로 개통[6]

## 구조물 정보
변형된 트럼펫형 구조로, 요금소에서 부산 방향으로의 램프가 제거된 형태이다. 부산 방향 진입로는 지하화되어 요금소에서 남쪽으로 약 200m 떨어진 장소에 위치하고 있다. 서울 방향에서 바깥으로 나가는 램프의 경우 판교 분기점의 구조물 일부를 사용하고 있다. 요금소는 서울 방향 진입과 부산 방향 진출 차량들의 통행료를 징수하기 위해 설치되어 있다.
출퇴근 시간대의 나들목 입구 주변의 정체의 해소 목적으로 2006년 6월부터 2009년 12월까지 부산 방향 진출입로와 서울 방향 진출입로 등이 순차적으로 이전하는 공사가 진행되었으며, 이로 인한 교통 혼잡을 완화하기 위해 2008년 6월 11일에 판교임시 나들목(현 대왕판교 나들목)을 개통했다. 2009년 4월말에 부산 방향 진출입로가 먼저 이전되었고, 5월에는 서울 방향 진출 요금소가 이설되었으며, 11월 4일에는 서울 방향 진입로가 이전되었다. 이후 2017년 12월 27일에 서울 방향 판교테크노밸리 방면 진출로가 개통되었다.
- 위치: 경기도 성남시 분당구 삼평동, 판교동, 백현동
- 영업소: 경기도 성남시 분당구 대왕판교로 579 (삼평동)

## 접속하는 도로
- 국가지원지방도 제23호선 (대왕판교로)
- 국가지원지방도 제57호선 (서현로)

## 나들목 주변
나들목 주변으로는 판교신도시가 개발되고 있다.
- 판교신도시
- 판교테크노밸리
- 분당수서로
- 분당내곡로
- 판교동 주민센터
- 현대백화점 판교점
- ● 신분당선 · ● 수도권 전철 경강선 판교역

## 교통량 정보
| 요금소        | 통행량 (대/일) | 통행량 (대/일) | 통행량 (대/일) | 통행량 (대/일) | 통행량 (대/일) | 통행량 (대/일) | 통행량 (대/일) | 통행량 (대/일) | 통행량 (대/일) | 통행량 (대/일) | 각주  |
| 요금소        | 2001년         | 2002년         | 2003년         | 2004년         | 2005년         | 2006년         | 2007년         | 2008년         | 2009년         | 2010년         | 각주  |
| ------------- | -------------- | -------------- | -------------- | -------------- | -------------- | -------------- | -------------- | -------------- | -------------- | -------------- | ----- |
| 판교 (개방식) | 69,796         | 74,971         | 77,386         | 82,260         | 90,289         | 99,124         | 103,062        | 92,171         | 88,865         | 100,099        | [ 8 ] |
| 요금소        | 2011년         | 2012년         | 2013년         | 2014년         | 2015년         | 2016년         | 2017년         | 2018년         | 2019년         |                | [ 8 ] |
| 판교 (개방식) | 104,378        | 104,652        | 107,269        | 107,874        | 109,582        | 111,951        | 109,386        | 99,308         | 93,000         |                | [ 8 ] |